# Cochisquila
Cochisquila es una comunidad de la República Mexicana situada al suroeste del Estado de México, perteneciente al municipio de Coatepec Harinas. Limita con la comunidad de Aguamarga al norte, El Reinoso al sur, Porfirio Díaz al este, y Zacanguiyo al oeste, el territorio de esta comunidad tiene una extensión de 9.364 ha (según Oficina de Catastro de Coatepec Harinas), según cuentan sus ancestros lleva este nombre, porque en esta comunidad se construían esquilas (campanas).
En estos terrenos anteriormente se sembraba maíz, fríjol, trigo, maguey, aguacate, chile manzano pero en la actualidad en estos terrenos se plantaron árboles de durazno que es el principal fruto que produce la comunidad junto con el aguacate

## Historia
Cuentan que pasada la conquista de los españoles llegó una familia de apellido Ayala, y como antes toda esta zona era una sola Hacienda la heredera fue una señora que no se recuerda su nombre solo se le menciona como la "Güera Ayala", esta señora tuvo varios hijos que tuvieron la desdicha de contraer una epidemia al tal grado que solo uno de ellos sobreviviera su nombre "Nicolás Ayala", él cual tuviera a dos hijos de nombres "Francisco y Luís Ayala" de los cuales proviene la descendencia de Cochisquila de la cual se dice ya llevan diez generaciones aproximadamente.
La comunidad antes de llevar el nombre que tiene se le nombraba de otra forma una de ellas como "La Mora", después se le dio el nombre que lleva porque se dice que en el terreno que actualmente es el espacio deportivo se fabricaran unas esquilas grandes y por eso el nombre de "COCHISQUILA".
Antes a la comunidad se le consideraba como una ranchería pero el 5 de marzo de 1981 se entregó una solicitud al Gobierno del Estado de México, pidiendo que se le asignara a la ranchería de Cochisquila la categoría de Pueblo. Entonces el 6 de mayo del mismo año en el acta de cabildo .N. 46 del H ayuntamiento de Coatepec Harinas se da el nombramiento de categoría de Pueblo.
En diciembre de 1981 se establece una casa de Cultura en la comunidad, teniendo esta una biblioteca para ayuda de la comunidad estudiantil.
El 13 de febrero de 1984 se hace una solicitud para que se establezca una agencia de correos en la comunidad, pero es hasta el 22 de enero de 1985 cuando se aprueba la agencia y como consecuencia se le da un código postal a esta comunidad.

## Religión
En la comunidad solo existe un templo y pertenece a la religión católica, al principio solo era una pequeña capilla que se empezó a construir en el año de 1882 y se inauguró el primero de enero de 1886, esta fue ampliada en los años de 1944 y terminada en 1954.

## Costumbres
- Fiesta del pueblo

La fiesta del pueblo se hace en honor al santo patrón que se venera en este lugar que es el Sagrado Corazón de Jesús, esta se realiza el segundo domingo de enero y termina el martes siguiente.
Esta comienza con un novenario de albas que se reparte entre los vecinos de la parte norte y la parte sur de la comunidad los primeros siete días y los otros dos días entre las comunidades de cuentla y la barranquita.
El día domingo o martes de la fiesta se tiene el honor de que visite el Sr. Obispo de la Diócesis de Toluca ya sea para celebrar la misa o para realizar primeras comuniones o confirmaciones.
Toda la semana de la fiesta hay juegos mecánicos y por las tardes se realizan jaripeos y bailes
- Semana Santa

Semana Santa, en el año litúrgico cristiano es la semana previa a la Pascua que comienza con el Domingo de Ramos. Se celebra para conmemorar la pasión, muerte y Resurrección de Jesucristo.
En Cochisquila la Semana Santa empieza desde el domingo de ramos con una procesión hacia la iglesia con ramos hechos de palma simulando la entrada triunfal de Jesucristo a Jerusalén.
En la comunidad se hace una representación del nacimiento, vida y muerte de nuestro señor Jesucristo. Se comienza el Viernes Santo con la representación del nacimiento, el sábado se hace la representación de la vida de Jesús por las calles del pueblo hasta terminar con la crucifixión y resurrección de nuestro señor Jesucristo.
- 15 de septiembre

La costumbre que se tiene en el pueblo y en la región para celebrar el Grito de Independencia es que un grupo de jóvenes se vista como apaches pintados con grasa de zapatos, a ellos se les llama los mecos, estos el día 15 de septiembre antes del grito andan pidiendo cooperación y si no les da uno lo pintan con una pintura echa de manteca de puerco y cenizas, el día 16 de septiembre las escuelas hacen el tradicional desfilen la mañana, después del desfile los delegados organizan una serie de juegos para los niños y por la tarde se hace la simulación de la batalla, teniendo como armas ya sea guayabas maduras o jitomates, acabando con la quema de los españoles.
- Día de los Muertos

Se tiene la costumbre que el día 31 de octubre se recuerda a los niños ya fallecidos, todos los niños del pueblo salen a pedir su tradicional calaverita con calaveras echas por ellos mismos ya sea con calabazas o chayotes. El día 2 de noviembre se recuerda a todos los santos difuntos con una misa celebrada en el panteón del pueblo, esta es celebrada por los padres de Coatepec o ya sea por algún padre originario del pueblo que pueda venir en esta fecha.
- NAVIDAD

Este tiempo es muy especial para la comunidad porque es cuando todas las familias se unen para recordar el nacimiento del niño Dios. La gente se organiza y se hace el novenario de las posadas, en estas se reza el rosario y se hace la procesión en la plaza de la comunidad. Para el 24 de diciembre se escoge a una madrina del niñito y ella en su casa hace un nacimiento, toda la gente se reúne en esa casa para arrullar al niñito Dios, la familia de las casas les ofrecen a los que asisten ponche, atole, tamales etc., también se rompen piñatas y se queman fuegos artificiales. Los señores del pueblo se cooperan para dar ese día aguinaldos de fruta y dulces para todas las personas.